# Give Us the Earth!
Give Us the Earth! ist ein US-amerikanischer Kurzfilm aus dem Jahr 1947.

## Handlung
Mexikanischen Dorfbewohnern wird von einem Amerikaner beigebracht, wie sie den Boden am besten bestellen, um eine reichere Ernte einfahren zu können. Er versucht ihnen auch zu vermitteln, dass ein Zusammenleben leichter wird, wenn man zwischenmenschliche Kontakte knüpft oder mit anderen etwas teilt. Außerdem thematisiert er, dass sich freundliches und zuvorkommendes Benehmen seinen Mitmenschen gegenüber lohnt.

## Auszeichnungen
1948 wurde der Film in der Kategorie Bester Kurzfilm (zwei Filmrollen) für den Oscar nominiert.

## Hintergrund
Uraufgeführt wurde die Produktion von MGM am 21. Juni 1947.